# Guy Paré

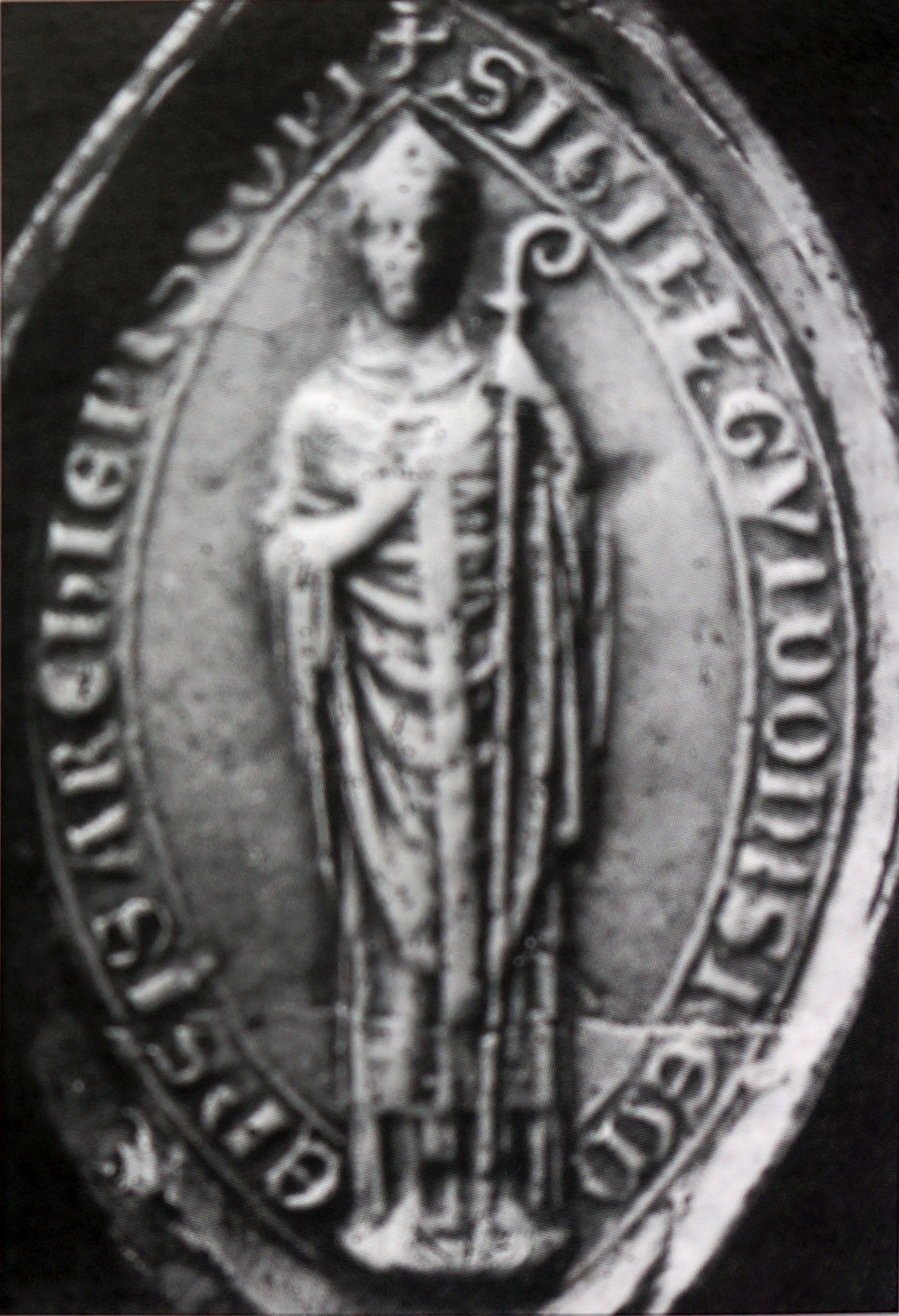

Wappen

Guy Paré OCist (auch Guy Paré; † 1206 in Gent) war ein französischer Zisterzienser, Erzbischof von Reims, päpstlicher Legat und Kardinal.

## Leben
Guy Paré wurde um die Mitte des 12. Jahrhunderts in Frankreich geboren. Über seine Herkunft und sein Leben vor seinem Eintritt in den Zisterzienserorden ist nichts bekannt.
Im April 1194 wurde er zum Abt von Cîteaux, der Gründungsabtei der Zisterzienser, gewählt, eine Position, die er bis 1200 innehatte, als er von Papst Innozenz III. zum Kardinalbischof von Palestrina erhoben wurde.
Innozenz III. sandte ihn mehrmals als päpstlichen Legaten ins Heilige Römische Reich, u. a. um den Deutschen Thronstreit zwischen Otto von Braunschweig und Philipp von Schwaben zugunsten des von Innozenz favorisierten Welfen Otto zu entscheiden.
1204 ernannte ihn Papst Innozenz zusätzlich zum Erzbischof von Reims. Damit gehörte er zu den Pairs de France. 1205 nahm er den bischöflichen Stuhl in Besitz und Papst Innozenz bestätigte ihm das Privileg, die Könige von Frankreich zu krönen.
Er starb in Gent an der Pest, während er auf einer päpstlichen diplomatischen Mission war. Er ist in Cîteaux begraben.
Im Martyrologium der Zisterzienser wird er am 20. Mai geführt.